# NVivo
NVivo は、オーストラリアの会社であるQSR International社が開発した質的研究支援ソフト (QDAソフト -Qualitative Data Analysis) 。  QDAソフトはCAQDAS（Computer Assisted/Aided Qualitative Data Analysis Software）とも呼ばれる。QDAソフトは大量のテキストや様々な形式の質的データに対して深いレベルの分析を必要とする質的研究の研究者を対象として開発された研究支援ソフトである。

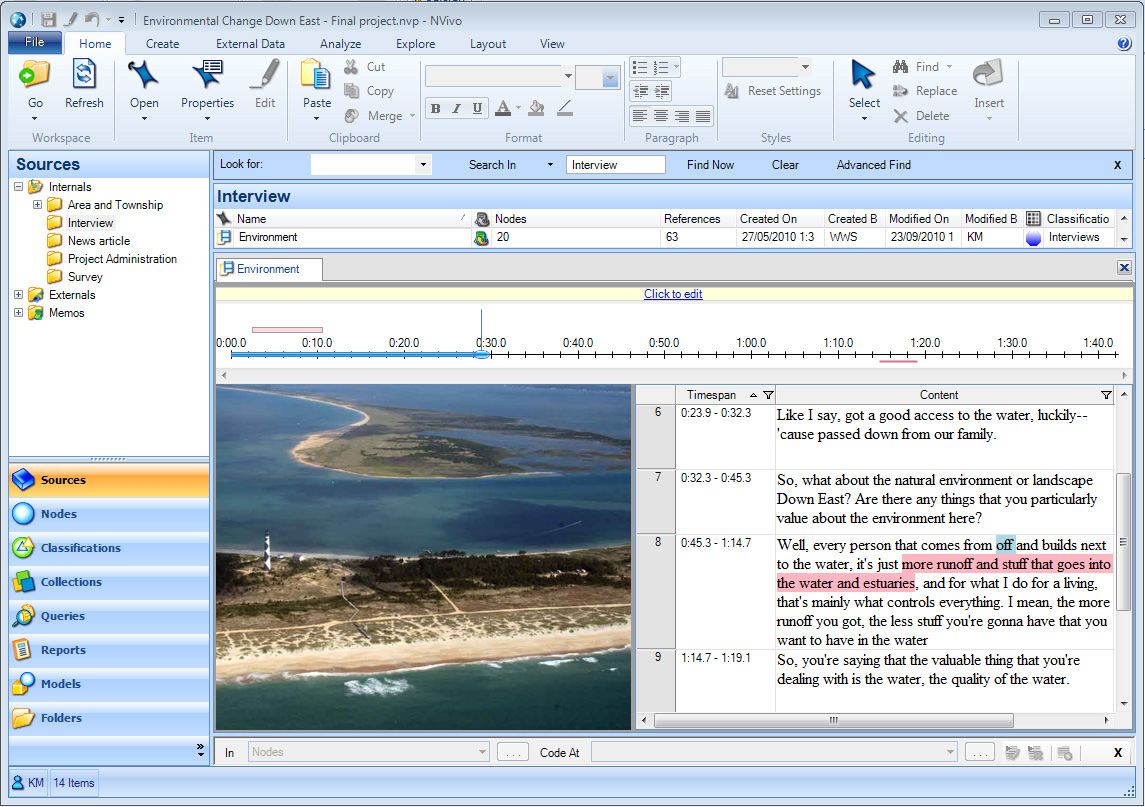

NVivoは、人類学、心理学、コミュニケーション、社会学などの社会科学、法医学、観光、犯罪学およびマーケティングなどの分野を含む、学術機関、政府機関、保険研究および市場調査などの幅広い分野にわたって使用されている。
最初のNVivoソフトウェア製品は、NUD*ISTという名称であり、1981年にTom Richardsが開発した。その後、1997年まではNUD*ISTの名称を使用し、N4(1997年)、N5(2000年)、N6(2002年)を経て2002年よりNVivoとなる。以後、NVivoが製品名として使用されている。
日本では 2007 年に世界初の日本語版質的調査プログラムとして「NVivo 7 日本語版」がリリースされた。
2018年10月にNVivo 12.2のアップデートが配信され、自動音声文字起こしサービス「NVivo Transcription」（有料）機能がリリースされた。
2022年開発元会社「QSR International」がPalisade、Addinsoftの2社と合併し新設会社「Lumivero」を設立。
2023年3月にNVivo 14が発売され、アドオン製品「NVivo Collaboration Cloud」（有料）機能が日本で発売された。

## 説明
NVivoは、非数値データや非構造化データである質的データの整理、分析の支援を目的としている。 ユーザーが情報を分類、並べ替え、整理することを可能にし、 データ内の関係を調べ、リンク、シェーピング、検索、分析を組み合わせることが可能。
NVivoでは検索およびクエリ機能を使用した多様な方法でデータの追求、仮説の検証、傾向の特定が可能。ソフトウェアで観測を行い、ケースまたはプロジェクトをサポートする核となるエビデンスを構築することができる。
NVivoは、ネットワークや組織の分析、行動やエビデンスベースの研究、談話分析、グラウンデッド・セオリー、会話分析、エスノグラフィー、文献レビュー、現象論、混合研究法（ミックスメソッド）、フレームワーク手法 など、幅広い研究手法に対応している。 対応しているデータフォーマットにはオーディオファイル、ビデオ、画像、Word、PDF、スプレッドシート、リッチテキスト、プレーンテキスト、ウェブ、ソーシャルメディアデータ などの様々なデータフォーマットがある。 ユーザーは、Microsoft Excel、Microsoft Word、IBM SPSS Statistics、EndNote、Microsoft OneNote、SurveyMonkey、Evernoteなどのアプリケーションとデータを交換可能。 TranscribeMeを使用して、NVivoプロジェクト内から書き起こしを依頼することができる。

## QDAソフトにおけるNVivoの位置付け
現在流通している代表的なQDAソフトとしてはNVivo、ATLAS.ti、MAXQDAがある。
社会学者の樋口麻里は「質的調査法の教育におけるQDA ソフトウェア利用」において、NVivo11、MAXQDA12、ATLAS.ti7の3ソフトを比較している。そこでは「ATLAS.ti7はグラウンデッド・セオリー・アプローチのように、抽象度の低いコードを細かくデータに振っていくという作業を重視していると考えられた。NVivo 11はコーディング作業画面の特徴に加えて、コードの主要な整理機能として、コードを樹状図の形でまとめ、上位／下位のコードというように階層化して分類する方法を採用していることから、NVivo11には理論的枠組みに従ってコードを演繹的にデータにふる方法が適していた。MAXQDA12は、データの細かな文脈を反映した抽象度の低いコードから分析を進めることを重視するATLAS.ti7と、抽象度が高いコードをデータにふり、データの分類に力を入れるNVivo11の中間に位置するソフトウェアと考えられる」と述べている。
また、樋口は「質的データ分析支援ソフトウエアの機能と背景にある考え方」において、「NVivoには、データを多様な角度から俯瞰して、データの全体的特徴を把握することをより重視していた。その考え方は、データの分類を目的とするコーディング機能に表れており、コードを階層化して概念を作成する方法に適合的であった。また、コーディング機能を概念の構築手段としてのみ捉えるのではなく、量的データとの関連づけや自動コードにも使用することで、ミックスド・メソッド・アプローチやテキストデータの計量的な分析など、より多様な方法への対応が目指されていた。」とも述べている。

## バージョン履歴
- NUD*IST - 1981 ～ 1997年
- N4–1997年
- N5–2000年
- N6–2002年
- NVivo2–2002年
- NVivo7–2006年 (2007年に日本語版リリース)
- NVivo8–2008年
- NVivo9、NVivo for Teams–2010年
- NVivo10–2012年
- NVivo for Mac Βeta–2014年
- NVivo for Macの正式版–2014年
- NVivo11 for Windows （Starter、Pro、Plusの3エディション）NVivo for Mac、NVivo for Teamのアップデート版–2015年
- NVivo12(Pro、Plus、Mac、Teamの4エディション)–2018年
- NVivo (Release 1.**)  *にはバージョン情報 - 2020年  / NVivo Release 1はバージョン番号13に相当
- NVivo 14 (Win/Mac) - 2023年
- NVivo 15 - 2024年